# Roncus strahor
Roncus strahor är en spindeldjursart som beskrevs av Bozidar P.M. Curcic 1993. Roncus strahor ingår i släktet Roncus och familjen helplåtklokrypare. Inga underarter finns listade i Catalogue of Life.